# Supoiivka, Iahotîn
Supoiivka (în ucraineană Супоївка) este localitatea de reședință a comunei Supoiivka din raionul Iahotîn, regiunea Kiev, Ucraina.

## Demografie
Componența lingvistică a localității Supoiivka
     Ucraineană (91,25%)
     Rusă (8,61%)
Conform recensământului din 2001, majoritatea populației localității Supoiivka era vorbitoare de ucraineană (91,25%), existând în minoritate și vorbitori de rusă (8,61%).